# Mary Elizabeth Winstead
Mary Elizabeth Winstead (Rocky Mount, Carolina del Norte, 28 de noviembre de 1984) es una actriz y cantante estadounidense. Su primer papel significativo llegó como Jessica Bennett en Passions (1999-2000) de NBC y luego apareció en series como Tru Calling (2004) y películas como Sky High (2005). Recibió mayor atención como una reina del grito por sus papeles en la serie de terror Wolf Lake (2001-2002), la película de monstruos gigantes Monster Island (2004), la película de terror sobrenatural Final Destination 3 (2006), la película slasher Black Christmas (2006) y la película de terror de explotación Death Proof (2007).
Más éxito llegó con sus papeles como Lucy Gennero-McClane, la hija de John McClane, en Live Free or Die Hard (2007) y Ramona Flowers en Scott Pilgrim vs. the World (2010). Su actuación aclamada por la crítica como una alcohólica que lucha con la sobriedad en el drama de Sundance Smashed (2012) fue seguida por una serie de papeles en otras películas independientes bien recibidas, como The Beauty Inside (2012), The Spectacular Now (2013), Faults (2014), Alex de Venecia (2014) y Swiss Army Man (2016). Winstead continuó con sus papeles de reina del grito en la película de horror corporal The Thing (2011), como Mary Todd Lincoln en la película de terror fantástico Abraham Lincoln: Vampire Hunter (2012) y en la película de suspenso de terror psicológico 10 Cloverfield Lane (2016).
Repitió su papel de Lucy Gennero-McClane en A Good Day to Die Hard (2013) y regresó a la televisión con papeles en la serie de drama sobrenatural The Returned (2015), la comedia de ciencia ficción y sátira política BrainDead (2016), el período la serie de drama médico Mercy Street (2016-17) y la serie de antología de drama criminal de comedia negra Fargo (2017). Otros papeles incluyen la comedia dramática All About Nina (2018), el thriller de acción Gemini Man (2019) y como la Cazadora en Birds of Prey (2020). Desde 2013, Winstead ha actuado como la mitad del dúo musical Got a Girl, con Dan the Automator.

## Primeros años y vida personal

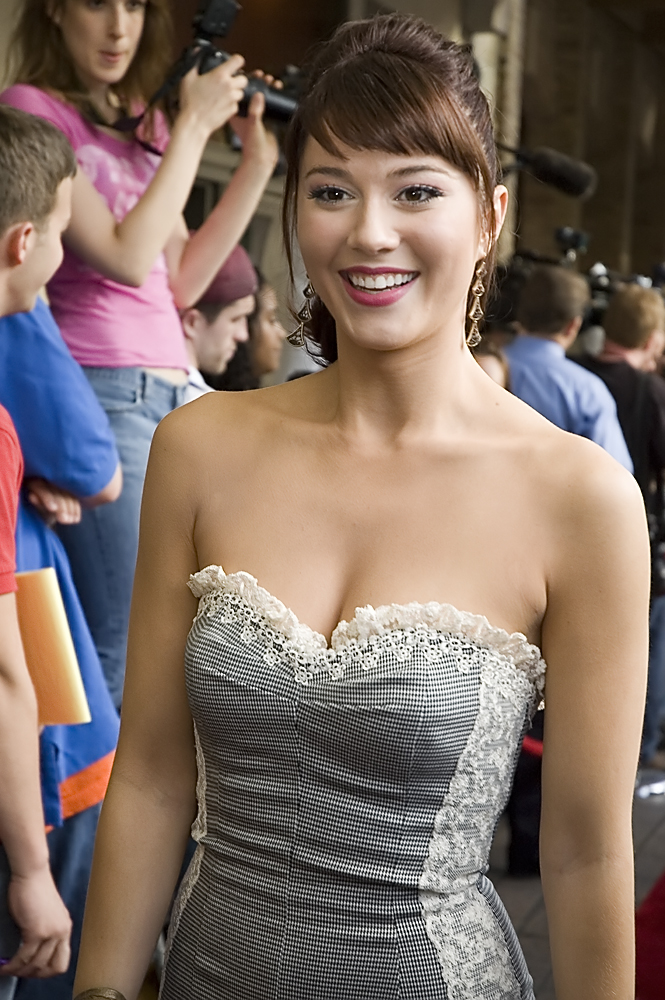
MARY ELIZABETH WINSTEAD en el estreno de Grindhouse celebrado en el Teatro Paramount de Austin, Texas. Mar 28, 2007.

Mary Elizabeth Winstead nació el 28 de noviembre de 1984 en Rocky Mount, Carolina del Norte,  es hija de Betty Lou (de soltera Knight) y James Ronald Winstead, y es la menor de cinco hijos. Su abuelo era primo de la actriz Ava Gardner. Cuando tenía cinco años, su familia se mudó a Sandy, Utah. Asistió a Peruvian Park Elementary, donde tomó clases avanzadas. Estudió danza en un programa de verano del Joffrey Ballet en Chicago y cantó en el Coro Internacional de Niños. Durante su juventud, Winstead inicialmente esperaba seguir una carrera como bailarina y apareció en producciones de ballet locales. Cuando entró en la adolescencia, se vio obligada a dejar el ballet debido a su altura. Más tarde dijo: «Me di cuenta desde el principio de que ya era demasiado alta para cuando tenía 13 años ... ya sabes, tu cuerpo tiene que permanecer así durante toda tu vida, y es bastante duro para tus músculos y tus huesos». Al darse cuenta de que una carrera de baile era poco probable, Winstead se dedicó a la actuación. Como todavía era una adolescente en ese momento, esto requirió que fuera educada en el hogar durante la mayor parte de la escuela secundaria.

## Carrera de actuación

### 1997-2004: Créditos de actuación temprana
Winstead apareció en una producción de Joseph and the Amazing Technicolor Dreamcoat protagonizada por Donny Osmond. Después de su breve actuación en ese programa, comenzó a hacer apariciones en varias series de televisión y obtuvo papeles como invitada en Touched by an Angel y Promised Land. Obtuvo su primer papel importante como Jessica Bennett en la telenovela Passions de la NBC, de 1999 a 2000. Se fue para perseguir otros intereses y luego declaró: «Realmente tuve uno de los papeles más pequeños en Passions, así que no me involucré demasiado ... Pude irme con bastante facilidad». Su siguiente papel importante en televisión fue en la serie dramática de corta duración de CBS Wolf Lake (2001-02), como la hija del personaje de Tim Matheson. La serie se canceló después de diez episodios. En 2004, interpretó un papel secundario en la película Monster Island de MTV. Le ofrecieron un papel en la película A Cinderella Story, pero lo rechazó porque acababa de graduarse de la escuela y se iba de crucero con amigos (donde conoció a Riley Stearns, su futuro esposo).

### 2005-2011: Reconocimiento

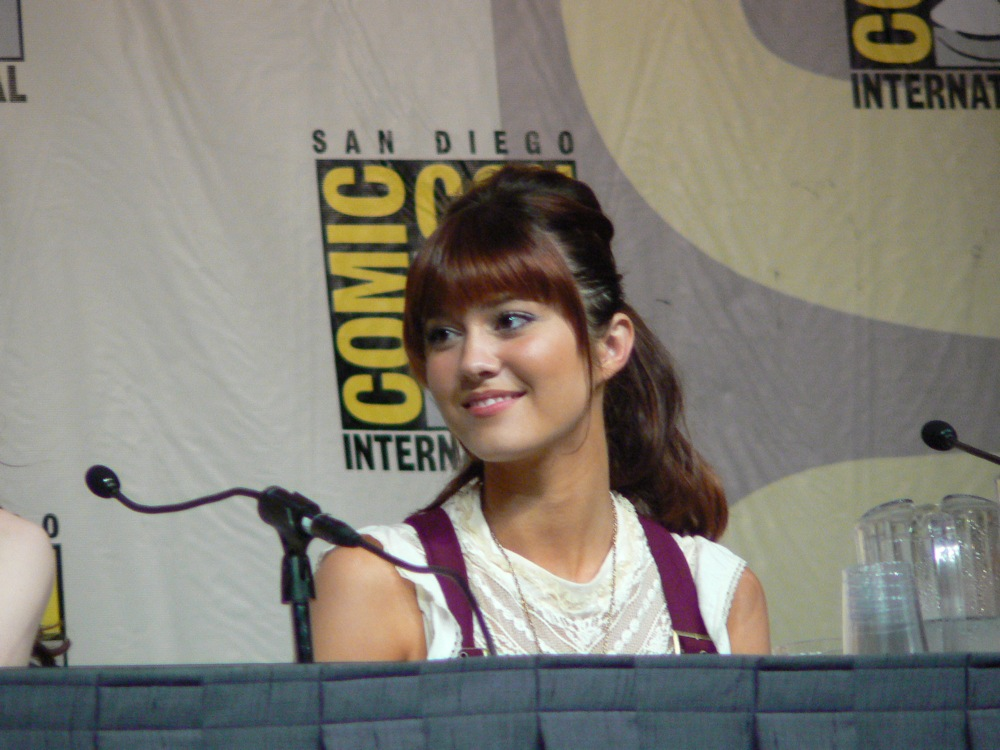
Winstead en la Convención Internacional de Cómics de San Diego, promocionando la película Grindhouse.

Después de un papel menor en la comedia independiente Checking Out (2005), asumió un papel más importante cuando era una estudiante de último año: se convirtió en la principal antagonista en la película de Walt Disney Pictures Sky High, sobre una escuela aerotransportada para superhéroes adolescentes. Winstead dijo de su papel: «Yo rebotaba. Yo era la heroína de los compinches o la compinche de los héroes». La película se estrenó el 29 de julio de 2005, recibió críticas favorables y, con un presupuesto de 35 millones de dólares, recaudó 63,9 millones de dólares a nivel nacional.
Luego comenzó a trabajar con los cineastas James Wong y Glen Morgan, anteriormente conocidos por sus contribuciones a The X-Files. Protagonizó la película de terror de 2006 Destino final 3 (que Wong dirigió y produjo Morgan) como el personaje principal Wendy Christensen, la «heroína asediada que experimenta la premonición» que pone la historia en movimiento. La producción fue un éxito comercial, pero recibió una respuesta mixta de los críticos. Su actuación recibió elogios de la prensa; James Berardinelli dijo que ella «hace un trabajo tan competente como cabría esperar en estas terribles circunstancias», mientras que Félix González, Jr. la encontró «simpática» en su papel. Volvería a colaborar con Morgan y Wong ese mismo año, en la película de terror Black Christmas. La película, un ligero adaptación de la película de 1974 del mismo nombre, sigue a un grupo de mujeres de una hermandad que son acechadas y asesinadas por los antiguos habitantes de la casa durante una tormenta de invierno. Recibió malas críticas, pero le valió una nominación a Reina del grito en los Scream Awards de 2007. Tuvo la oportunidad de satirizar a las reinas de los gritos de terror cuando el presentador de Tonight Show Jay Leno, sin saber quién era, llamó a la puerta de su casa y la incluyó en un segmento de comedia que parodiaba películas de terror.
Apareció en Bobby de Emilio Estévez, una película de 2006 que representa las últimas horas de Robert F. Kennedy. Se interesó en Bobby después de enterarse de que Anthony Hopkins aparecería en la película. Un éxito de taquilla moderado en cines selectos, Bobby recibió revisiones mixtas con muchas críticas dirigidas al guion de la película. El elenco de la película fue nominado para el Premio del Sindicato de Actores al mejor reparto, pero ganó el premio al Mejor Reparto del Festival de Cine de Hollywood.
En 2007 apareció en un par de películas de eventos de alto perfil. Quentin Tarantino la eligió como una actriz bien intencionada pero insípida e ingenua en Death Proof, su rápida aparición en la cinta de terror de explotación de doble función Grindhouse. Apareció junto a Rosario Dawson, Tracie Thoms, Zoë Bell y Kurt Russell en la segunda parte de la película, que seguía a un especialista psicópata, interpretado por Russell, que acechaba y asesinaba a mujeres jóvenes. Es la segunda película que presenta a Winstead con Russell (después de Sky High), aunque solo filmó escenas con Dawson, Thoms y Bell. La producción tuvo un bajo rendimiento comercial, pero atrajo un gran revuelo en los medios y elogios de la crítica, la revista Variety señaló que Death Proof «demuestra su valor como característica independiente» y encontró que la «aparición» de Winstead es «una ventaja agradable [para la película]». Su siguiente aparición cinematográfica del año fue junto a Bruce Willis en Live Free or Die Hard, donde interpretó a la hija separada de John McClane, Lucy. La película recaudó 383,5 millones de dólares y resultó muy aclamada.
Protagonizó un papel principal en Make It Happen, una película de baile. La película pasó directamente a DVD en los Estados Unidos, y le fue mal en su estreno en el Reino Unido. Sin embargo, resultó una delicia para Winstead, que una vez soñó con ser bailarina. Los críticos estuvieron de acuerdo en que ella era el mejor activo de la película. El crítico Mike Martin escribió: «Winstead infunde cada momento con una increíble cantidad de encanto». Matthew Turner de ViewLondon escribió: «[Winstead] compensa la mala dirección en general».
Winstead coprotagonizó junto a Michael Cera la película Scott Pilgrim vs. The World, una adaptación del cómic Scott Pilgrim, bajo la dirección de Edgar Wright. Su papel fue Ramona Flowers, una misteriosa chica de entrega y el interés amoroso de Scott. Winstead pasó por un entrenamiento de lucha durante dos meses y realizó la mayoría de sus propias acrobacias. El rodaje ocurrió de marzo a agosto de 2009, y la película se estrenó a finales de 2010, con elogios de la crítica pero con malos resultados de taquilla. La actuación de Winstead fue bien recibida en general y le valió una nominación a los premios Teen Choice Awards por mejor actriz de película de acción.
Winstead fue elegida como la protagonista femenina en la precuela de 2011 de The Thing de 1982, que siguió a un grupo de científicos que descubren un extraterrestre enterrado en las profundidades del hielo de la Antártida, dándose cuenta demasiado tarde de que todavía está vivo. Winstead interpretó a la paleontóloga Dra. Kate Lloyd, un personaje que basó en su hermana, una neuróloga. La producción recibió un estreno en cines en Estados Unidos el 14 de octubre de 2011, obteniendo una recepción crítica mixta y poco interés comercial. Los críticos destacaron la actuación de Winstead, Las Vegas Weekly afirmó que ella «es una protagonista atractiva, y Kate es retratada como competente sin verse empujada a un papel improbable de héroe de acción».

### 2012-2014: Ruta del cine independiente

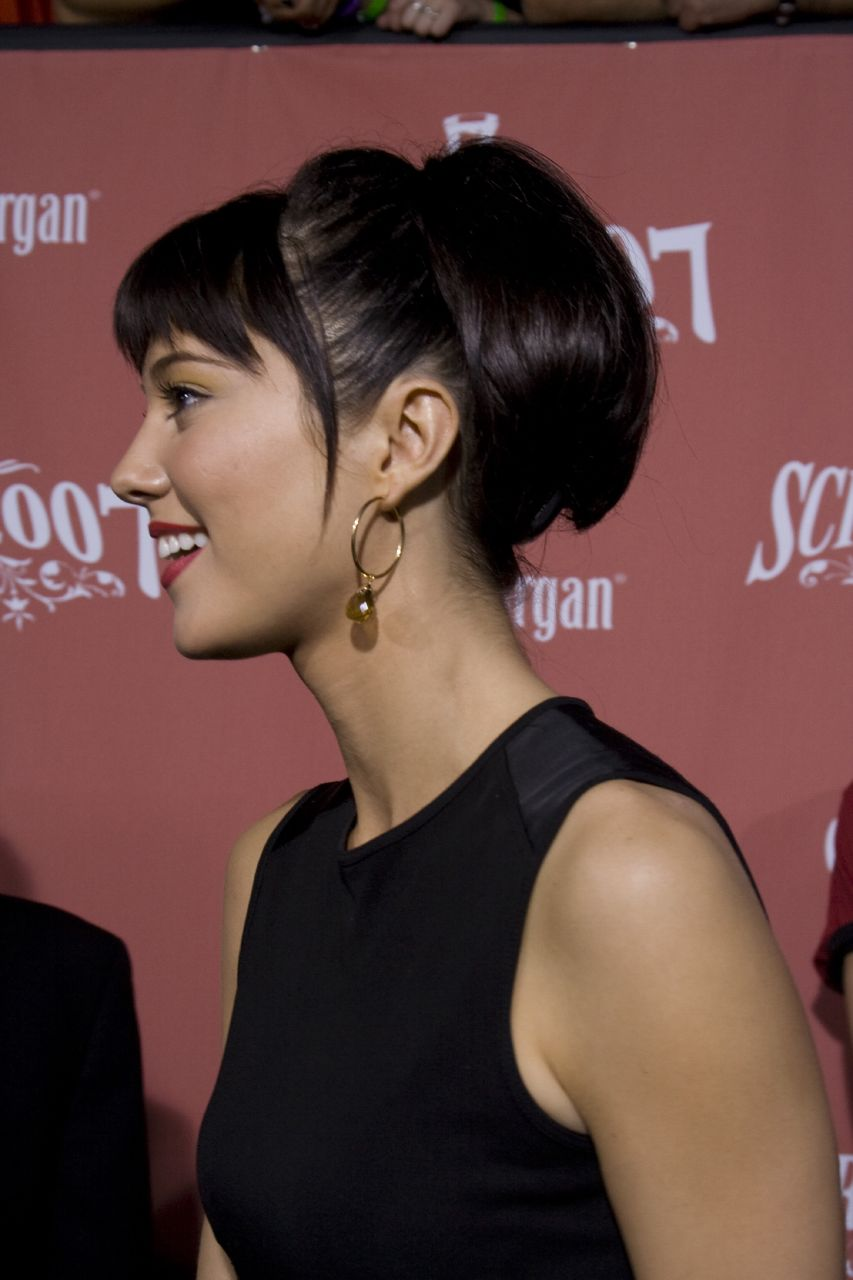
Mary Elizabeth Winstead en 2007.

Apareció junto a Aaron Paul en Smashed, un drama independiente dirigido por James Ponsoldt sobre una pareja alcohólica casada (Paul y Winstead) cuya relación se pone a prueba cuando la esposa decide dejar de beber. Dijo que la película se rodó en 19 días. Proyectada durante el Festival de Cine de Sundance de 2012, su actuación le valió críticas muy favorables, y JoBlo.com la llamó: «el tipo de actuación que podría ser merecedora de un premio si el estudio que la escoja le dé el tipo correcto de preparación». La película se estrenó en cines el 12 de octubre de 2012, y vio a Winstead ganar el premio del Festival Internacional de Cine de Dallas a la Mejor Actriz. Durante una entrevista promocional de la película con el sitio web Collider, expresó su orgullo por trabajar en un proyecto independiente: «Es algo que he estado tratando de hacer durante años y años [...] Es casi como mi primera película de una manera extraña , porque es mi primera película en este mundo, que es un mundo en el que he estado tratando de entrar. [Quería] estar rodeado de cineastas que están probando cosas nuevas y que no son parte del sistema, por así decirlo, y están haciendo las cosas en sus propios términos».
Interpretó el papel de Mary Todd Lincoln junto a Benjamin Walker en Abraham Lincoln: Vampire Hunter. La película, también estrenada en 2012, recibió una respuesta crítica mixta mientras fracasaba en la taquilla. Sin embargo, los críticos elogiaron la actuación de Winstead. The Mercury News de San José calificó a Winstead como lo más «destacado», y el crítico de cine del Illinois Times escribió: «Winstead humaniza a Mary [Todd Lincoln] dándole un ingenio ardiente y un sentido de determinación frente a una adversidad considerable». Recibió elogios por las escenas junto a Benjamin Walker, con Little White Lies escribiendo que compartieron: «una química dulce que le da a su puñado de escenas una calidez entrañable».

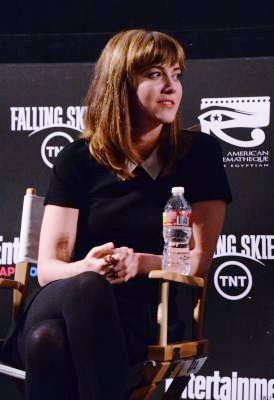
Winstead en el Festival de Cine de Ciudad del Cabo Entertainment Weekly

En 2012, Winstead y Topher Grace aparecieron en The Beauty Inside, una «película social interactiva». Se dividió en seis episodios filmados intercalados con narraciones interactivas, todos en la línea de tiempo de Facebook de Alex (el personaje principal). Se despierta cada día con una apariencia diferente; Winstead apareció como Leah, el interés amoroso de Alex. La serie web sirvió como campaña publicitaria para Intel y Toshiba; se ejecutó desde el 16 de agosto hasta el 20 de septiembre de 2012.
Durante el 2013 participa en la película de comedia dramática The Spectacular Now, junto a Shailene Woodley, Miles Teller y Brie Larson y que fue ganadora a "Mejor Película" en el Dead Center Film Festival, en los Prism Awards y en los Phoenix Film Critics Society Awards. Hace igualmente un cameo en la película A Good Day to Die Hard, como Lucy Gennaro McClane.
Por el año 2014 protagoniza la película Alex of Venice, dirigida por Chris Messina, junto a Derek Luke y Beth Grant. Posteriormente es la protagonista de la película Faults, la cual ha recibido críticas positivas, teniendo en Rotten Tomatoes una puntuación aprobatoria del 88%. Luego, actúa en la película Kill the Messenger, junto a Paz Vega, Jeremy Renner y Rosemarie DeWitt, estrenada el 10 de octubre del mismo año.
En 2015, actúa en la serie de terror y misterio The Returned, adaptación de la serie francesa Les Revenants. La serie ha tenido éxito en Estados Unidos y parte de América Latina y ha tenido buenas críticas de acuerdo a Rotten Tomatoes. Un año después, protagoniza el thriller 10 Cloverfield Lane, dirigido por Dan Trachtenberg. La película se estrenó el 11 de marzo de 2016 y ha recibido críticas positivas por parte de la audiencia y de la crítica profesional. Ese mismo año interpreta a Gwen Hollar en la película dramática The Hollars, con Anna Kendrick; a Mary Phinney von Olnhausen en un protagónico de la serie Mercy Street, creada por Lisa Wolfinger y David Zabel y en donde comparte créditos con AnnaSophia Robb, Gary Cole, y Tara Summers. A continuación, protagoniza junto a Paul Dano y Daniel Radcliffe, la película Swiss Army Man, mientras actúa en la serie estadounidense de CBS BrainDead.
En 2017 se estrena la tercera temporada de Fargo, en la que tiene uno de los papeles protagónicos como Nikki Swango.
En septiembre de 2018 fue elegida para interpretar a Cazadora (una súper heroína de ciudad gótica cuyo nombre real es Helena Berttinelli) en la película en solitario de Harley Quinn, titulada Birds of prey, donde actúa junto a Margot Robbie. Las grabaciones de la cinta iniciaron en enero de 2019. Birds of prey fue lanzada en cines el 7 de febrero de 2020.

### Música
En 2012 forma el grupo musical "Got a Girl", junto al productor de música Dan "The Automator". El primer álbum de estudio de la banda se llama "I Love You but I Must Drive Off This Cliff Now" y fue lanzado en 2014.

## Vida personal
En 2010 contrajo matrimonio con el director Riley Stearns a quién conoció en un crucero a la edad de 18 años. En 2014 fue la protagonista de la cinta debut de Stearns titulada Faults junto a Leland Orser. En mayo de 2017 el matrimonio anunció su separación.
En octubre de ese mismo año se hizo pública su relación con el actor Ewan McGregor, a quien conoció durante el rodaje de la serie de televisión Fargo. El 25 de junio de 2021 dio a luz a su primer hijo, Laurie Winstead-McGregor. En abril de 2022 se confirmó que McGregor y Winstead se casaron.

## Filmografía

### Cine
| Año  | Título original                               | Título en España                         | Título en Hispanoamérica              | Rol                                               | Director                    | Notas |
| ---- | --------------------------------------------- | ---------------------------------------- | ------------------------------------- | ------------------------------------------------- | --------------------------- | --- |
| 2005 | Checking Out                                  | Checking Out                             | Checking Out                          | Lisa Apple                                        | Jeff Hare                   | |
| 2005 | The Ring Two                                  | La señal 2                               | El aro 2                              | Evelyn (joven)                                    | Hideo Nakata                | |
| 2005 | Sky High                                      | Sky High: Una escuela de altos vuelos    | Súper Escuela de Héroes               | Gwendolyn "Gwen" Grayson / Sue Tenny / Royal Pain | Mike Mitchell               | |
| 2006 | Final Destination 3                           | Destino Final 3                          | Destino Final 3                       | Wendy Christensen                                 | James Wong                  | |
| 2006 | Bobby                                         | Bobby                                    | Bobby                                 | Susan Taylor                                      | Emilio Estévez              | - Hollywood Film Festival al Mejor Elenco - Nominación: Broadcast Film Critics Association al Mejor Elenco - Nominación: Screen Actors Guild Awards al Mejor Elenco en Escena                                                                                   |
| 2006 | Black Christmas                               | Negra Navidad                            | Gritos en la oscuridad                | Heather Lee-Fitzgerald                            | Glen Morgan                 | - Nominación: Scream Awards a la Mejor actriz |
| 2006 | Factory Girl                                  | Factory Girl                             | Fábrica de sueños                     | Ingrid Superstar                                  | George Hickenlooper         | |
| 2007 | Death Proof                                   | Death Proof                              | A prueba de muerte                    | Lee Montgomery                                    | Quentin Tarantino           | |
| 2007 | Live Free or Die Hard                         | La jungla 4.0                            | Duro de matar 4.0                     | Lucy Gennaro McClane                              | Len Wiseman                 | |
| 2007 | Underdog                                      | Superdog                                 | Supercan                              | Alice Greiner                                     | Frederik Du Chau            | |
| 2008 | Make It Happen                                | Make It Happen                           | Make It Happen                        | Lauryn Kirk                                       | Darren Grant                | |
| 2010 | Scott Pilgrim vs. The World                   | Scott Pilgrim contra el mundo            | Scott Pilgrim vs. El Mundo            | Ramona Flowers                                    | Edgar Wright                | - Nominación: ING Awards al Mejor Elenco - Nominación: Teen Choice Awards a la Mejor Actriz |
| 2011 | The Thing                                     | La cosa                                  | La cosa del otro mundo                | Dra. Kate Lloyd                                   | Matthijs van Heijningen Jr. | |
| 2011 | Magnificat                                    | Estupenda                                | Magnífica                             | Lynn                                              | Daryl Crow                  | |
| 2012 | Smashed                                       | Tocando fondo                            | Tocando fondo                         | Kate Hannah                                       | James Pondsolt              | - Nominación: Independent Spirit Awards a la Mejor Actriz Protagónica - Nominación: New York Critic Circle Awards a la Mejor Actriz - Nominación: Premios Phoenix Film Critics Society a la Mejor Actriz * Dallas International Film Festival a la Mejor Actriz |
| 2012 | Abraham Lincoln: Vampire Hunter               | Abraham Lincoln: Cazador de Vampiros     | Abraham Lincoln: Cazador de Vampiros  | Mary Todd Lincoln                                 | Timur Bekmambetov           | |
| 2012 | A Glimpse Inside the Mind of Charles Swan III | Una vista a la mente de Charles Swan III | Una vista a la mente de Charles Swan  | Kate                                              | Roman Cappola               | |
| 2013 | The Spectacular Now                           | Aquí y ahora                             | El Esplendoroso Presente              | Holly Keely                                       | James Pondsolt              | |
| 2013 | A.C.O.D                                       | Divorcio y algo más                      | Los locos efectos del divorcio        | Lauren Stinger                                    | Stu Zicherman               | |
| 2013 | A Good Day to Die Hard                        | La jungla: un buen día para morir        | Duro de matar: un buen día para morir | Lucy Gennaro McClane                              | John Moore                  | |
| 2014 | Alex of Venice                                | Alex of Venice                           | Alex of Venice                        | Alex Vedder                                       | Chris Messina               | Nominación: Dallas International Film Festival a la Mejor Actriz |
| 2014 | Faults                                        | Intentos Fallidos                        | Fallas                                | Claire                                            | Riley Stearns               | |
| 2014 | Kill the Messenger                            | Kill the Messenger                       | Kill the Messenger                    | Anna Simons                                       | Michael Cuesta              | |
| 2016 | 10 Cloverfield Lane                           | Calle 10 Cloverfield                     | Avenida Cloverfield 10                | Michelle                                          | Dan Trachtenberg            | - Nominación: Teen Choice Awards a la Mejor Actriz de Drama - Premio Saturn a la mejor actriz |
| 2016 | Swiss Army Man                                | Swiss Army Man                           | Swiss Army Man                        | Sarah                                             | Dan Kwan                    | |
| 2016 | The Hollars                                   | Hollars                                  | Los Hollars                           | Gwen                                              | John Krasinski              | |
| 2018 | All About Nina                                | Nina al desnudo                          | Todo Sobre Nina                       | Nina Geld                                         | Eva Vives                   | |
| 2019 | Gemini Man                                    | Gemini Man                               | Proyecto Géminis                      | Danny                                             | Ang Lee                     | |
| 2019 | The Parts You Lose                            | Vidas en pedazos                         | Vidas en pedazos                      | Gail                                              | Christopher Cantwell        | |
| 2020 | Birds of Prey                                 | Aves de Presa                            | Aves de Presa                         | Huntress/Helena Bertinelli                        | Cathy Yan                   | |
| 2021 | Kate                                          | Kate                                     | Kate                                  | Kate                                              | Cedric Nicolas-Troyan       | |

### Televisión
| Año     | Título                | Papel           | Notas                                           |
| ------- | --------------------- | --------------- | ----------------------------------------------- |
| 1997    | Touched by an Angel   | Kristy          | 1 episodio: "A Delicate Balance"                |
| 1998    | Promised Land         | Chloe           | 2 episodios: "Recycled", "Denver, Welcome Home" |
| 1999    | Passions              | Jessica Bennet  | Papel estelar                                   |
| 1999    | The Long Road Home    | Annie Jacobs    |                                                 |
| 2000    | Father Can't Cope     | Tara            |                                                 |
| 2001-02 | Wolf Lake             | Sophia Donner   | Coprotagonista                                  |
| 2003    | Then Came Jones       | Rina            |                                                 |
| 2004    | Tru Calling           | Bridget Elkins  | 1 episodio: "Closure"                           |
| 2004    | Monster Island        | Madison         | Película para televisión                        |
| 2012    | The Beauty Inside     | Leah            | Protagonista                                    |
| 2015    | The Returned          | Rowan Blackshaw | Protagonista                                    |
| 2016    | Mercy Street          | Mary Phinney    | Papel principal                                 |
| 2016    | BraindDead            | Laurel Healy    | Protagonista                                    |
| 2017    | Fargo                 | Nikki Swango    | Papel principal                                 |
| 2017    | Danger & Eggs         | Trix Blixon     | 1 episodio: "The Big Z / Trix Blixon"           |
| 2022    | Ahsoka                | Hera Syndulla   |                                                 |
| 2024    | Un caballero en Moscú | Anna Urbanova   | Protagonista                                    |

## Discografía con Got a Girl
| Año  | Título                                         |
| ---- | ---------------------------------------------- |
| 2014 | I Love You but I Must Drive Off This Cliff Now |